# Sean Taylor (singer-songwriter)
Sean Taylor (Kilburn, 29 december 1983) is een Britse singer-songwriter. Vanaf 2006 heeft hij 8 albums uitgegeven waarvan de vier laatste opgenomen zijn in Austin Texas. Hij treedt veelvuldig doorheen Europa op en heeft op diverse grotere festivals gespeeld zoals het Glastonbury Festival. Ook heeft hij het voorprogramma verzorgd door onder andere John Fogerty en de Neville Brothers.

## Discografie
- Corrugations (2006)
- Angels (2007)
- Calcutta Grove (2009)
- Walk With Me (2011) on Proper Distribution
- Love Against Death (2012) on Proper Distribution)
- Chase the Night (2013) on Proper Distribution
- The Only Good Addiction Is Love (2015)
- Flood & Burn (2017)